# Elymus saundersii
Elymus saundersii là một loài thực vật có hoa trong họ Hòa thảo. Loài này được Vasey mô tả khoa học đầu tiên năm 1884.